# Février 1778

## Événements

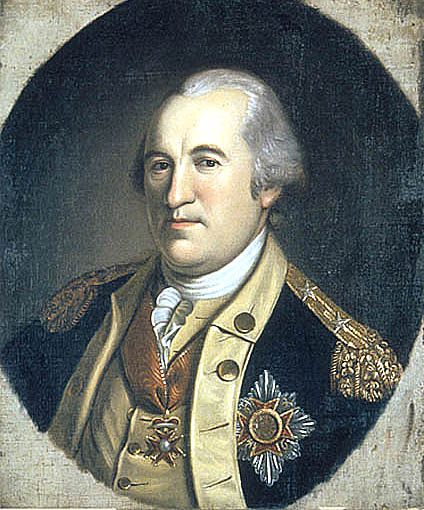
Friedrich Wilhelm von Steuben

- 2 février et 16 octobre : décrets inspirés par José de Gálvez étendant la liberté de commerce en Espagne. Treize ports de la péninsule ibérique peuvent participer librement aux échanges commerciaux avec 24 ports de l'Amérique espagnole[1].

- 5 février : la Caroline du Sud est le second État à ratifier les Articles de la Confédération[2].

- 6 février : traité d’alliance défensive et traité de commerce franco-américain conclu par Franklin à Paris[3].
  - Second traité, destiné à rester secret, entre la France et les États-Unis. Au cas où une guerre éclaterait entre la France et l'Angleterre. Aucune des 2 parties ne pourra conclure de paix ou de trêve avec la Grande-Bretagne sans avoir au préalable obtenu le consentement de l'autre.

- 20 février : le sultan Mohammed III du Maroc réitère sa déclaration du 20 décembre 1777, annonçant que tous les navires battant pavillon américain pourrait entrer librement dans les ports marocains, reconnaissant ainsi publiquement l'indépendance des Treize Colonies américaines[4].

- 23 février : Friedrich Wilhelm von Steuben arrive à Valley Forge, en Pennsylvanie et commence à former les troupes américaines.

## Naissances
- 4 février : Augustin Pyrame de Candolle (mort en 1841), botaniste suisse.
- 13 février : Fernando Sor, compositeur espagnol.
- 25 février : José de San Martín, libertador de l'Amérique.

## Décès
- 20 février : Laura Bassi (née en 1711), mathématicienne et physicienne italienne.